# Fra A til nÅ – 40 beste
Fra A til nÅ – 40 beste är ett samlingsalbum med Finn Kalvik. Albumet utgavs 1993 som en dubbel-CD av skivbolaget Polydor Records.

## Låtlista
CD 1
1. "Finne meg sjæl" – 2:29
2. "Lilla vackra Anna" (Bengt Henrik Alstermark/Alf Prøysen) – 3:46
3. "Fyll mine seil" – 3:58
4. "Aldri i livet" – 4:08
5. "Mang en søvnløs natt" – 2:11
6. "Lillesøster" (Finn Kalvik/Haakon Graf) – 3:52
7. "En tur rundt i byen" (Ralph McTell/Finn Kalvik) – 4:28
8. "Rotløs" – 4:17
9. "Liten oppsummering" – 3:37
10. "To tunger" (Inger Hagerup/Finn Kalvik) – 1:54
11. "Kom ut kom fram" – 3:59
12. "Livets lyse side" – 3:37
13. "Elva" (John Martyn/Finn Kalvik) – 2:36
14. "I sommernattens stillhet" – 4:25
15. "Lille persille" (Inger Hagerup/Finn Kalvik) – 1:15
16. "Kom og ligg inntil meg" – 5:06
17. "Du er som vinden" (Donovan/Finn Kalvik) – 2:42
18. "Natt og dag" – 4:01
19. "Ved peisen" (J.R.R. Tolkien/Finn Kalvik) – 3:48
20. "Tenn dine vakre øyne" – 3:54

CD 2
1. "På flukt" – 3:55
2. "Fred og frihet" – 4:38
3. "Måken" (André Bjerke/Finn Kalvik) – 2:15
4. "Den svalande vind" (Trad. arr.: Finn Kalvik) – 2:43
5. "Bokseren" (Paul Simon/Finn Kalvik) – 4:39
6. "Livet og leken" – 3:30
7. "Mot ukjente farvann" – 4:46
8. "Vredens dag" – 3:28
9. "Samfunnshus blues" – 3:00
10. "Alle som blir igjen" – (Elton John/Finn Kalvik) – 5:02
11. "Berceuse" (André Bjerke/Finn Kalvik) – 2:55
12. "Sommerøya" (Inger Hagerup/Finn Kalvik) – 2:57
13. "Velkommen – farvel" (Finn Kalvik/Ted Gärdestad) – 4:00
14. "Normann Andersen" – 4:14
15. "Malene" – 3:25
16. "Feriebrev" – 2:46
17. "Fredløs" (Finn Kalvik/Jimmy Webb) – 4:24
18. "Ride ride ranke" (Harry Chapin/Finn Kalvik) – 3:40
19. "Barndommens jul" – 3:16
20. "Jeg har finni meg sjæl" (Øystein Sunde) – 2:46

- Samtlia låtar skrivna av Finn Kalvik där inget annat anges.